# Offer (dammen)
In het damspel wordt gesproken van een offer als een speler een stuk weggeeft waarvoor hij geen directe compensatie ontvangt, maar waarmee hij op den duur toch voordeel hoopt te behalen in de vorm van een betere stelling of zelfs het winnen van de partij.

## Voorbeeld van een eenvoudig offer
Hier speelt wit 42-37 (32x41) 48-43 en zwart heeft geen zet meer en verliest de partij.

## Voorbeeld van een offer om door te breken
Wit offert schijf 26 en kan met schijf 16 doorbreken naar de damlijn.

## Voorbeeld: het beroemde dubbeloffer van Dussault
Wit speelt 35-30 (24x35); 27-22 (18x27) 33-29! 

Zwart heeft geen zet meer. Op (12-18) komt 29-24 (19x30) 28x10
Op 13-18 volgt dezelfde reactie van wit.